# Klubowy Puchar Europy kobiet w szachach (2021)
2021 – dwudziesty piąty sezon Klubowego Pucharu Europy kobiet w szachach. Rozgrywki odbyły się w Strudze w dniach 18–24 września 2021 roku. Tytuł zdobył rosyjski Jużnyj Urał Czelabińsk.

## Format rozgrywek
Turniej odbywał się systemem każdy z każdym na dystansie siedmiu rund. W przypadku identycznej liczby punktów decydował olimpijski system Sonneborna-Bergera. Przy dalszej równości uwzględniano kolejno: łączną liczbę punktów uzyskanych przez zawodniczki i system Buchholza.

## Uczestnicy
W nawiasie podano średni ranking Elo. Źródło: Chess-Results.com
- SK Erste Bank Baden (2281)
- Alkaloid Skopje (2357)
- GŠK Kumanowo (2207)
- MŠK Centar (2297)
- CE Monte-Carlo (2513)
- Jużnyj Urał Czelabińsk (2441)
- Tajfun – ŠK Ljubljana (2273)
- GRECO Kyiv Chess Federation (2501)

## Rozgrywki

### Runda 1
Źródło: Chess-Results.com
18 września 2021
| Jużnyj Urał Czelabińsk – SK Erste Bank Baden 3:1 |
| CE Monte-Carlo – GRECO Kyiv Chess Federation 2:2 |
| Tajfun – ŠK Ljubljana – Alkaloid Skopje 2½:1½    |
| MŠK Centar – GŠK Kumanowo 1½:2½                  |

### Runda 2
Źródło: Chess-Results.com
19 września 2021
| SK Erste Bank Baden – GŠK Kumanowo 3½:½                 |
| Alkaloid Skopje – MŠK Centar 2½:1½                      |
| GRECO Kyiv Chess Federation – Tajfun – ŠK Ljubljana 3:1 |
| Jużnyj Urał Czelabińsk – CE Monte-Carlo 3:1             |

### Runda 3
Źródło: Chess-Results.com
20 września 2021
| CE Monte-Carlo – SK Erste Bank Baden 3:1             |
| Tajfun – ŠK Ljubljana – Jużnyj Urał Czelabińsk 1½:2½ |
| MŠK Centar – GRECO Kyiv Chess Federation 1:3         |
| GŠK Kumanowo – Alkaloid Skopje 2:2                   |

### Runda 4
Źródło: Chess-Results.com
21 września 2021
| SK Erste Bank Baden – Alkaloid Skopje 2½:1½    |
| GRECO Kyiv Chess Federation – GŠK Kumanowo 4:0 |
| Jużnyj Urał Czelabińsk – MŠK Centar 4:0        |
| CE Monte-Carlo – Tajfun – ŠK Ljubljana 3½:½    |

### Runda 5
Źródło: Chess-Results.com
22 września 2021
| Tajfun – ŠK Ljubljana – SK Erste Bank Baden 1½:2½   |
| MŠK Centar – CE Monte-Carlo 1:3                     |
| GŠK Kumanowo – Jużnyj Urał Czelabińsk ½:3½          |
| Alkaloid Skopje – GRECO Kyiv Chess Federation 1½:2½ |

### Runda 6
Źródło: Chess-Results.com
23 września 2021
| SK Erste Bank Baden – GRECO Kyiv Chess Federation 2:2 |
| Jużnyj Urał Czelabińsk – Alkaloid Skopje 3½:½         |
| CE Monte-Carlo – GŠK Kumanowo 4:0                     |
| Tajfun – ŠK Ljubljana – MŠK Centar ½:3½               |

### Runda 7
Źródło: Chess-Results.com
24 września 2021
| MŠK Centar – SK Erste Bank Baden 1½:2½                     |
| GŠK Kumanowo – Tajfun – ŠK Ljubljana 2:2                   |
| Alkaloid Skopje – CE Monte-Carlo 1½:2½                     |
| GRECO Kyiv Chess Federation – Jużnyj Urał Czelabińsk 1½:2½ |

## Klasyfikacja
Źródło: Chess-Results.com
| Msc | Zespół                      | M | W | R | P | Pkt |
| --- | --------------------------- | - | - | - | - | --- |
| 1   | Jużnyj Urał Czelabińsk      | 7 | 7 | 0 | 0 | 14  |
| 2   | CE Monte-Carlo              | 7 | 5 | 1 | 1 | 11  |
| 3   | GRECO Kyiv Chess Federation | 7 | 4 | 2 | 1 | 10  |
| 4   | SK Erste Bank Baden         | 7 | 4 | 1 | 2 | 9   |
| 5   | GŠK Kumanowo                | 7 | 1 | 2 | 4 | 4   |
| 6   | Tajfun – ŠK Ljubljana       | 7 | 1 | 1 | 5 | 3   |
| 7   | Alkaloid Skopje             | 7 | 1 | 1 | 5 | 3   |
| 8   | MŠK Centar                  | 7 | 1 | 0 | 6 | 2   |